# Séaghdha
Séaghdha  è un nome proprio di persona irlandese maschile.

## Varianti
- Ipocoristici: Sé[1]
- Forme anglicizzate: Shay[1], Shea[1]
  - Femminili: Shea[2], Shae[2], Shaye[2]

### Varianti in altre lingue
- Scozzese: Seaghdh[1]
  - Forme anglicizzate: Shaw[1]

## Origine e diffusione
È un antico nome gaelico, che vuol dire "ammirabile" oppure "simile a un falco"; nel primo caso è affine per significato ai nomi Miranda e Mirella, nel secondo a Énna.
Il nome è diffuso anche in un certo numero di forme anglicizzate, tutte maschili, anche se va notato che Shea è usato occasionalmente anche al femminile, sviluppando anche varianti moderne come Shae e Shaye. 
Shay coincide con il nome ebraico maschile e femminile Shay, e anche Shaw, un'anglicizzazione della forma scozzese Seaghdh è omografo con Shaw, un raro nome inglese basato sull'omonimo cognome, derivante dall'inglese antico sceaga, "boschetto", "selva".

## Onomastico
Non ci sono santi o sante con questo nome, che quindi è adespota. Si può festeggiare il 1º novembre in occasione della ricorrenza di Ognissanti.

## Persone

### Variante Shea
- Shea Buckner, pallanuotista statunitense
- Shea McClellin, giocatore di football americano statunitense
- Shea Neary, pugile britannico
- Shea Seals, cestista e allenatore di pallacanestro statunitense
- Shea Weber, hockeista su ghiaccio canadese
- Shea Whigham, attore statunitense

### Varianti femminili
- Shae Marks, modella e attrice statunitense
- Keely Shaye Smith, giornalista e conduttrice televisiva statunitense

## Il nome nelle arti
- Shae è un personaggio femminile della serie di romanzi Cronache del ghiaccio e del fuoco scritta da George Raymond Richard Martin.
- Shea Ohmsford è un personaggio della serie di Shannara, scritta da Terry Brooks.
- Shea Wellington Allen è un personaggio della serie televisiva Harper's Island.